# Pseudotrochalus rugosiceps
Pseudotrochalus rugosiceps är en skalbaggsart som beskrevs av Frey 1974. Pseudotrochalus rugosiceps ingår i släktet Pseudotrochalus och familjen Melolonthidae. Inga underarter finns listade i Catalogue of Life.